# Leucania cirphidoides
Leucania cirphidoides är en fjärilsart som beskrevs av Robert W. Poole 1989. Leucania cirphidoides ingår i släktet Leucania och familjen nattflyn. Inga underarter finns listade i Catalogue of Life.